# Championnat d'Europe féminin de football des moins de 19 ans 2012
Cet article traite de l'épreuve féminine. Pour la compétition masculine, voir Championnat d'Europe de football des moins de 19 ans 2012.
Navigation
Édition 2011 Édition 2013
La 15e édition du Championnat d'Europe de football féminin des moins de 19 ans est un tournoi de football féminin dont la phase finale s'est déroulé en Turquie du 2 au 14 juillet 2012.

## Qualifications

### Premier tour
Les matchs du premier tour de qualification se sont déroulés en septembre 2011. 40 équipes y participent, réparties en 10 groupes de 4 équipes. La Turquie ne participe pas aux qualifications car c'est elle qui va accueillir la phase finale du championnat d’Europe des moins de 19 ans 2012.
Les deux premiers de chaque groupe ainsi que le meilleur troisième sont qualifiés pour le deuxième tour de qualification avec la France, l'Angleterre et l'Allemagne.
L'équipe organisatrice est indiquée en italique.

#### Groupe 1
| Rang | Équipe   | Pts | J | G | N | P | Bp | Bc | Diff |  | Résultats (▼ dom., ► ext.) |  |     |     |     |
| ---- | -------- | --- | - | - | - | - | -- | -- | ---- |  | -------------------------- |  | --- | --- | --- |
| 1    | Norvège  | 9   | 3 | 3 | 0 | 0 | 20 | 3  | +17  |  | Norvège                    |  | 4-2 | 7-1 | 9-0 |
| 2    | Pays-Bas | 6   | 3 | 2 | 0 | 1 | 10 | 5  | +5   |  | Pays-Bas                   |  |     | 5-1 | 3-0 |
| 3    | Croatie  | 3   | 3 | 1 | 0 | 2 | 3  | 12 | -9   |  | Croatie                    |  |     |     | 1-0 |
| 4    | Bulgarie | 0   | 3 | 0 | 0 | 3 | 0  | 13 | -13  |  | Bulgarie                   |  |     |     |     |

#### Groupe 2
| Rang | Équipe   | Pts | J | G | N | P | Bp | Bc | Diff |  | Résultats (▼ dom., ► ext.) |  |     |     |     |
| ---- | -------- | --- | - | - | - | - | -- | -- | ---- |  | -------------------------- |  | --- | --- | --- |
| 1    | Irlande  | 9   | 3 | 3 | 0 | 0 | 12 | 1  | +11  |  | Irlande                    |  | 1-0 | 6-0 | 5-1 |
| 2    | Portugal | 4   | 3 | 1 | 1 | 1 | 4  | 4  | 0    |  | Portugal                   |  |     | 3-3 | 1-0 |
| 3    | Hongrie  | 4   | 3 | 1 | 1 | 1 | 4  | 9  | -5   |  | Hongrie                    |  |     |     | 1-0 |
| 4    | Israël   | 0   | 3 | 0 | 0 | 3 | 1  | 7  | -6   |  | Israël                     |  |     |     |     |

#### Groupe 3
| Rang | Équipe   | Pts | J | G | N | P | Bp | Bc | Diff |  | Résultats (▼ dom., ► ext.) |  |     |     |     |
| ---- | -------- | --- | - | - | - | - | -- | -- | ---- |  | -------------------------- |  | --- | --- | --- |
| 1    | Tchéquie | 9   | 3 | 3 | 0 | 0 | 11 | 1  | +10  |  | Tchéquie                   |  | 1-0 | 6-1 | 4-1 |
| 2    | Pologne  | 6   | 3 | 2 | 0 | 1 | 9  | 3  | +6   |  | Pologne                    |  |     | 4-2 | 5-0 |
| 3    | Estonie  | 1   | 3 | 0 | 1 | 2 | 6  | 13 | -7   |  | Estonie                    |  |     |     | 3-3 |
| 4    | Chypre   | 1   | 3 | 0 | 1 | 2 | 4  | 12 | -8   |  | Chypre                     |  |     |     |     |

#### Groupe 4
| Rang | Équipe         | Pts | J | G | N | P | Bp | Bc | Diff |  | Résultats (▼ dom., ► ext.) |  |     |     |     |
| ---- | -------------- | --- | - | - | - | - | -- | -- | ---- |  | -------------------------- |  | --- | --- | --- |
| 1    | Islande        | 9   | 3 | 3 | 0 | 0 | 7  | 1  | +6   |  | Islande                    |  | 2-0 | 2-1 | 3-0 |
| 2    | Pays de Galles | 6   | 3 | 2 | 0 | 1 | 7  | 3  | +4   |  | Pays de Galles             |  |     | 4-1 | 3-0 |
| 3    | Slovénie       | 3   | 3 | 1 | 0 | 2 | 5  | 6  | -1   |  | Slovénie                   |  |     |     | 3-0 |
| 4    | Kazakhstan     | 0   | 3 | 0 | 0 | 3 | 0  | 9  | -9   |  | Kazakhstan                 |  |     |     |     |

#### Groupe 5
Dans le groupe 5, la Serbie obtient la seconde place qualificative à la faveur d'une meilleur différence de buts de (+1) contre l'Ukraine (0) et Slovaquie (-1) dans les confrontations directes.
| Rang | Équipe    | Pts | J | G | N | P | Bp | Bc | Diff |  | Résultats (▼ dom., ► ext.) |  |     |     |     |
| ---- | --------- | --- | - | - | - | - | -- | -- | ---- |  | -------------------------- |  | --- | --- | --- |
| 1    | Suède     | 9   | 3 | 3 | 0 | 0 | 11 | 0  | +11  |  | Suède                      |  | 7-0 | 3-0 | 1-0 |
| 2    | Serbie    | 3   | 3 | 1 | 0 | 2 | 5  | 11 | -6   |  | Serbie                     |  |     | 4-2 | 1-2 |
| 3    | Ukraine   | 3   | 3 | 1 | 0 | 2 | 4  | 7  | -3   |  | Ukraine                    |  |     |     | 2-0 |
| 4    | Slovaquie | 3   | 3 | 1 | 0 | 2 | 2  | 4  | -2   |  | Slovaquie                  |  |     |     |     |

#### Groupe 6
| Rang | Équipe            | Pts | J | G | N | P | Bp | Bc | Diff |  | Résultats (▼ dom., ► ext.) |  |     |     |     |
| ---- | ----------------- | --- | - | - | - | - | -- | -- | ---- |  | -------------------------- |  | --- | --- | --- |
| 1    | Autriche          | 7   | 3 | 2 | 1 | 0 | 12 | 1  | +11  |  | Autriche                   |  | 0-0 | 5-1 | 7-0 |
| 2    | Italie            | 7   | 3 | 2 | 1 | 0 | 11 | 0  | +11  |  | Italie                     |  |     | 4-0 | 7-0 |
| 3    | Macédoine du Nord | 3   | 3 | 1 | 0 | 2 | 9  | 10 | -1   |  | Macédoine du Nord          |  |     |     | 8-1 |
| 4    | Arménie           | 0   | 3 | 0 | 0 | 3 | 1  | 22 | -21  |  | Arménie                    |  |     |     |     |

#### Groupe 7
| Rang | Équipe      | Pts | J | G | N | P | Bp | Bc | Diff |  | Résultats (▼ dom., ► ext.) |  |     |     |     |
| ---- | ----------- | --- | - | - | - | - | -- | -- | ---- |  | -------------------------- |  | --- | --- | --- |
| 1    | Écosse      | 7   | 3 | 2 | 1 | 0 | 14 | 2  | +12  |  | Écosse                     |  | 1-1 | 9-0 | 4-1 |
| 2    | Finlande    | 7   | 3 | 2 | 1 | 0 | 5  | 1  | +4   |  | Finlande                   |  |     | 3-0 | 1-0 |
| 3    | Îles Féroé  | 3   | 3 | 1 | 0 | 2 | 2  | 13 | -11  |  | Îles Féroé                 |  |     |     | 2-1 |
| 4    | Biélorussie | 0   | 3 | 0 | 0 | 3 | 2  | 7  | -5   |  | Biélorussie                |  |     |     |     |

#### Groupe 8
| Rang | Équipe   | Pts | J | G | N | P | Bp | Bc | Diff |  | Résultats (▼ dom., ► ext.) |  |     |     |     |
| ---- | -------- | --- | - | - | - | - | -- | -- | ---- |  | -------------------------- |  | --- | --- | --- |
| 1    | Danemark | 9   | 3 | 3 | 0 | 0 | 18 | 0  | +18  |  | Danemark                   |  | 1-0 | 8-0 | 9-0 |
| 2    | Russie   | 4   | 3 | 1 | 1 | 1 | 8  | 3  | +5   |  | Russie                     |  |     | 1-1 | 7-1 |
| 3    | Grèce    | 4   | 3 | 1 | 1 | 1 | 7  | 9  | -2   |  | Grèce                      |  |     |     | 6-0 |
| 4    | Lettonie | 0   | 3 | 0 | 0 | 3 | 1  | 22 | -21  |  | Lettonie                   |  |     |     |     |

#### Groupe 9
Dans le groupe 9, l'Irlande du nord se qualifie pour le second tour au titre de meilleur troisièmes.
| Rang | Équipe          | Pts | J | G | N | P | Bp | Bc | Diff |  | Résultats (▼ dom., ► ext.) |  |     |     |     |
| ---- | --------------- | --- | - | - | - | - | -- | -- | ---- |  | -------------------------- |  | --- | --- | --- |
| 1    | Belgique        | 7   | 3 | 2 | 1 | 0 | 9  | 2  | +7   |  | Belgique                   |  | 2-0 | 1-1 | 6-1 |
| 2    | Roumanie        | 6   | 3 | 2 | 0 | 1 | 10 | 2  | +8   |  | Roumanie                   |  |     | 3-0 | 7-0 |
| 3    | Irlande du Nord | 4   | 3 | 1 | 1 | 1 | 5  | 4  | +1   |  | Irlande du Nord            |  |     |     | 4-0 |
| 4    | Lituanie        | 0   | 3 | 0 | 0 | 3 | 1  | 17 | -16  |  | Lituanie                   |  |     |     |     |

#### Groupe 10
| Rang | Équipe             | Pts | J | G | N | P | Bp | Bc | Diff |  | Résultats (▼ dom., ► ext.) |  |     |     |     |
| ---- | ------------------ | --- | - | - | - | - | -- | -- | ---- |  | -------------------------- |  | --- | --- | --- |
| 1    | Espagne            | 9   | 3 | 3 | 0 | 0 | 20 | 0  | +20  |  | Espagne                    |  | 3-0 | 9-0 | 8-0 |
| 2    | Suisse             | 6   | 3 | 2 | 0 | 1 | 11 | 3  | +8   |  | Suisse                     |  |     | 7-0 | 4-0 |
| 3    | Bosnie-Herzégovine | 3   | 3 | 1 | 0 | 2 | 2  | 16 | -14  |  | Bosnie-Herzégovine         |  |     |     | 2-0 |
| 4    | Moldavie           | 0   | 3 | 0 | 0 | 3 | 0  | 14 | -14  |  | Moldavie                   |  |     |     |     |

#### Classement des meilleurs troisièmes
Sont pris en compte les résultats contre les deux premiers du groupe. L'Irlande du nord se qualifie pour le second tour.
| Rang | Équipe             | Pts | J | G | N | P | Bp | Bc | Diff |
| ---- | ------------------ | --- | - | - | - | - | -- | -- | ---- |
| 1    | Irlande du Nord    | 1   | 2 | 0 | 1 | 1 | 1  | 4  | -3   |
| 2    | Hongrie            | 1   | 2 | 0 | 1 | 1 | 3  | 9  | -6   |
| 3    | Grèce              | 1   | 2 | 0 | 1 | 1 | 1  | 9  | -8   |
| 4    | Slovénie           | 0   | 2 | 0 | 0 | 2 | 2  | 6  | -4   |
| 5    | Estonie            | 0   | 2 | 0 | 0 | 2 | 3  | 10 | -7   |
| 6    | Macédoine du Nord  | 0   | 2 | 0 | 0 | 2 | 1  | 9  | -8   |
| 7    | Ukraine            | 0   | 2 | 0 | 0 | 2 | 2  | 11 | -9   |
| 8    | Croatie            | 0   | 2 | 0 | 0 | 2 | 2  | 12 | -10  |
| 9    | Îles Féroé         | 0   | 2 | 0 | 0 | 2 | 0  | 12 | -12  |
| 10   | Bosnie-Herzégovine | 0   | 2 | 0 | 0 | 2 | 0  | 16 | -16  |

### Deuxième tour de qualification
Le tirage a eu lieu le 15 novembre 2011 à Nyon,Suisse. Six groupes de quatre équipes sont ainsi constitués, les premiers de chaque groupe ainsi que le meilleur deuxième se qualifient pour la Phase finale en Turquie du lundi 02 au samedi 14 juillet 2012.
Les équipes qualifiées :
- Autriche
- Belgique
- Tchéquie
- Danemark
- Angleterre
- Finlande
- France
- Allemagne
- Islande
- Italie
- Pays-Bas
- Irlande du Nord
- Norvège
- Pologne
- Portugal
- Irlande
- Roumanie
- Russie
- Écosse
- Serbie
- Espagne
- Suède
- Suisse
- Pays de Galles

L'équipe organisatrice est indiquée en italique.

#### Groupe 1
| Rang | Équipe   | Pts | J | G | N | P | Bp | Bc | Diff |  | Résultats (▼ dom., ► ext.) |  |     |     |     |
| ---- | -------- | --- | - | - | - | - | -- | -- | ---- |  | -------------------------- |  | --- | --- | --- |
| 1    | Portugal | 6   | 3 | 2 | 0 | 1 | 7  | 5  | +2   |  | Portugal                   |  | 3-1 | 2-1 | 2-3 |
| 2    | Norvège  | 6   | 3 | 2 | 0 | 1 | 7  | 5  | +2   |  | Norvège                    |  |     | 3-0 | 3-2 |
| 3    | Belgique | 3   | 3 | 1 | 0 | 2 | 4  | 5  | -1   |  | Belgique                   |  |     |     | 3-0 |
| 4    | Tchéquie | 3   | 3 | 1 | 0 | 2 | 5  | 8  | -3   |  | Tchéquie                   |  |     |     |     |

#### Groupe 2
| Rang | Équipe          | Pts | J | G | N | P | Bp | Bc | Diff |  | Résultats (▼ dom., ► ext.) |  |     |     |     |
| ---- | --------------- | --- | - | - | - | - | -- | -- | ---- |  | -------------------------- |  | --- | --- | --- |
| 1    | Suède           | 9   | 3 | 3 | 0 | 0 | 7  | 1  | +6   |  | Suède                      |  | 1-0 | 3-0 | 3-1 |
| 2    | Allemagne       | 6   | 3 | 2 | 0 | 1 | 4  | 1  | +3   |  | Allemagne                  |  |     | 2-0 | 2-0 |
| 3    | Irlande du Nord | 3   | 3 | 1 | 0 | 2 | 3  | 5  | -2   |  | Irlande du Nord            |  |     |     | 3-0 |
| 4    | Pologne         | 0   | 3 | 0 | 0 | 3 | 1  | 8  | -7   |  | Pologne                    |  |     |     |     |

#### Groupe 3
| Rang | Équipe   | Pts | J | G | N | P | Bp | Bc | Diff |  | Résultats (▼ dom., ► ext.) |  |     |     |     |
| ---- | -------- | --- | - | - | - | - | -- | -- | ---- |  | -------------------------- |  | --- | --- | --- |
| 1    | Roumanie | 7   | 3 | 2 | 1 | 0 | 4  | 1  | +3   |  | Roumanie                   |  | 1-0 | 1-1 | 2-0 |
| 2    | France   | 6   | 3 | 2 | 0 | 1 | 2  | 1  | +1   |  | France                     |  |     | 1-0 | 1-0 |
| 3    | Pays-Bas | 2   | 3 | 0 | 2 | 1 | 2  | 3  | -1   |  | Pays-Bas                   |  |     |     | 1-1 |
| 4    | Islande  | 1   | 3 | 0 | 1 | 2 | 1  | 4  | -3   |  | Islande                    |  |     |     |     |

#### Groupe 4
| Rang | Équipe   | Pts | J | G | N | P | Bp | Bc | Diff |  | Résultats (▼ dom., ► ext.) |  |     |     |     |
| ---- | -------- | --- | - | - | - | - | -- | -- | ---- |  | -------------------------- |  | --- | --- | --- |
| 1    | Serbie   | 9   | 3 | 3 | 0 | 0 | 7  | 2  | +5   |  | Serbie                     |  | 4-2 | 1-0 | 2-0 |
| 2    | Danemark | 6   | 3 | 2 | 0 | 1 | 7  | 4  | +3   |  | Danemark                   |  |     | 3-0 | 2-0 |
| 3    | Suisse   | 3   | 3 | 1 | 0 | 2 | 2  | 4  | -2   |  | Suisse                     |  |     |     | 2-0 |
| 4    | Irlande  | 0   | 3 | 0 | 0 | 3 | 0  | 6  | -6   |  | Irlande                    |  |     |     |     |

#### Groupe 5
| Rang | Équipe  | Pts | J | G | N | P | Bp | Bc | Diff |  | Résultats (▼ dom., ► ext.) |  |     |     |     |
| ---- | ------- | --- | - | - | - | - | -- | -- | ---- |  | -------------------------- |  | --- | --- | --- |
| 1    | Espagne | 9   | 3 | 3 | 0 | 0 | 11 | 2  | +9   |  | Espagne                    |  | 4-0 | 3-2 | 4-0 |
| 2    | Italie  | 6   | 3 | 2 | 0 | 1 | 6  | 6  | 0    |  | Italie                     |  |     | 4-2 | 1-0 |
| 3    | Écosse  | 3   | 3 | 1 | 0 | 2 | 5  | 7  | -2   |  | Écosse                     |  |     |     | 1-0 |
| 4    | Russie  | 0   | 3 | 0 | 0 | 3 | 0  | 6  | -6   |  | Russie                     |  |     |     |     |

#### Groupe 6
| Rang | Équipe         | Pts | J | G | N | P | Bp | Bc | Diff |  | Résultats (▼ dom., ► ext.) |  |     |     |     |
| ---- | -------------- | --- | - | - | - | - | -- | -- | ---- |  | -------------------------- |  | --- | --- | --- |
| 1    | Angleterre     | 9   | 3 | 3 | 0 | 0 | 23 | 1  | +22  |  | Angleterre                 |  | 1-0 | 1-0 | 6-0 |
| 2    | Autriche       | 3   | 3 | 1 | 0 | 2 | 1  | 6  | -5   |  | Autriche                   |  |     | 2-0 | 0-2 |
| 3    | Finlande       | 3   | 3 | 1 | 0 | 2 | 2  | 9  | -7   |  | Finlande                   |  |     |     | 2-1 |
| 4    | Pays de Galles | 3   | 3 | 1 | 0 | 2 | 1  | 11 | -10  |  | Pays de Galles             |  |     |     |     |

#### Classement des meilleurs deuxièmes
Sont pris en compte les résultats contre le premier et le troisième du groupe.
| Rang | Équipe   | Pts | J | G | N | P | Bp | Bc | Diff |
| ---- | -------- | --- | - | - | - | - | -- | -- | ---- |
| 1    | Tchéquie | 3   | 2 | 1 | 0 | 1 | 5  | 4  | +1   |
| 2    | Serbie   | 3   | 2 | 1 | 0 | 1 | 4  | 3  | +1   |
| 3    | Finlande | 3   | 2 | 1 | 0 | 1 | 2  | 1  | +1   |
| 4    | Pologne  | 3   | 2 | 1 | 0 | 1 | 1  | 1  | 0    |
| 5    | Russie   | 3   | 2 | 1 | 0 | 1 | 4  | 6  | -2   |
| 6    | Roumanie | 3   | 2 | 1 | 0 | 1 | 2  | 6  | -4   |

## Phase Finale

### Premier tour
Les 7 équipes qualifiées disputent la phase finale avec l'hôte de la compétition, la Turquie. Les 8 équipes sont répartis dans deux groupes de 4 et les deux premiers accèdent aux demi-finales. Le tirage a eu lieu le 24 avril 2012 à Antalya,Turquie.

#### Groupe A
| Rang | Équipe   | Pts | J | G | N | P | Bp | Bc | Diff |
| ---- | -------- | --- | - | - | - | - | -- | -- | ---- |
| 1    | Danemark | 9   | 3 | 3 | 0 | 0 | 3  | 0  | +3   |
| 2    | Portugal | 4   | 3 | 1 | 1 | 1 | 1  | 1  | 0    |
| 3    | Turquie  | 2   | 3 | 0 | 2 | 1 | 1  | 2  | -1   |
| 4    | Roumanie | 1   | 3 | 0 | 1 | 2 | 1  | 3  | -2   |

1re journée
| 2 juillet 2012 20h30 CET 21h30 heure locale | Turquie | 0 - 0 | Portugal | Mardan Sport Complex - Antalya           |
|                                             |         |       |          | Arbitrage : Anastasia Pustovoitova (RUS) |
|                                             | Rapport |       |          |                                          |

| 2 juillet 2012 20h30 CET 21h30 heure locale | Danemark       | 1 - 0 | Roumanie | Titanic - Antalya                  |                                    |
|                                             | Bovbjerg 90+2e |       |          | Arbitrage : Knarik Grigoryan (ARM) | Arbitrage : Knarik Grigoryan (ARM) |
|                                             | Rapport        |       |          | Arbitrage : Knarik Grigoryan (ARM) | Arbitrage : Knarik Grigoryan (ARM) |

2e journée
| 5 juillet 2012 18h30 CET 19h30 heure locale | Turquie | 0 - 1 | Denmark    | Mardan Sport Complex - Field 2 - Antalya |                                    |
|                                             |         |       | Fisker 50e | Arbitrage : Simona Ghisletta (SUI)       | Arbitrage : Simona Ghisletta (SUI) |
|                                             | Rapport |       |            | Arbitrage : Simona Ghisletta (SUI)       | Arbitrage : Simona Ghisletta (SUI) |

| 5 juillet 2012 20h30 CET 21h30 heure locale | Portugal  | 1 - 0 | Roumanie | World of Wonders Football Centre - Antalya |                                   |
|                                             | Micas 43e |       |          | Arbitrage : Zuzana Kováčová (SVK)          | Arbitrage : Zuzana Kováčová (SVK) |
|                                             | Rapport   |       |          | Arbitrage : Zuzana Kováčová (SVK)          | Arbitrage : Zuzana Kováčová (SVK) |

3e journée
| 8 juillet 2012 20h30 CET 21h30 heure locale | Roumanie  | 1 - 1 | Turquie              | Mardan Sport Complex - Antalya |                                |
|                                             | Bâtea 51e |       | Corduneanu 78e (csc) | Arbitrage : Riem Hussein (ALL) | Arbitrage : Riem Hussein (ALL) |
|                                             | Rapport   |       |                      | Arbitrage : Riem Hussein (ALL) | Arbitrage : Riem Hussein (ALL) |

| 8 juillet 2012 20h30 CET 21h30 heure locale | Portugal | 0 - 1 | Danemark            | World of Wonders Football Centre - Antalya |                                      |
|                                             |          |       | Andersen 75e (pen.) | Arbitrage : Stéphanie Frappart (FRA)       | Arbitrage : Stéphanie Frappart (FRA) |
|                                             | Rapport  |       |                     | Arbitrage : Stéphanie Frappart (FRA)       | Arbitrage : Stéphanie Frappart (FRA) |

#### Groupe B
| Rang | Équipe     | Pts | J | G | N | P | Bp | Bc | Diff |
| ---- | ---------- | --- | - | - | - | - | -- | -- | ---- |
| 1    | Espagne    | 7   | 3 | 2 | 1 | 0 | 7  | 0  | +7   |
| 2    | Suède      | 7   | 3 | 2 | 1 | 0 | 6  | 1  | +5   |
| 3    | Angleterre | 1   | 3 | 0 | 1 | 2 | 0  | 5  | -5   |
| 4    | Serbie     | 1   | 3 | 0 | 1 | 2 | 1  | 8  | -7   |

1re journée
| 2 juillet 2012 18h30 CET 19h30 heure locale | Angleterre | 0 - 1 | Suède                | Mardan Sport Complex - Field 2 - Antalya |                                    |
|                                             |            |       | Rubensson 31e (pen.) | Arbitrage : Simona Ghisletta (SUI)       | Arbitrage : Simona Ghisletta (SUI) |
|                                             | Rapport    |       |                      | Arbitrage : Simona Ghisletta (SUI)       | Arbitrage : Simona Ghisletta (SUI) |

| 2 juillet 2012 20h30 CET 21h30 heure locale | Espagne                              | 3 - 0 | Serbie | World of Wonders Football Centre - Antalya |                                   |
|                                             | Pinel 6e · Andrés 71e · Calderón 88e |       |        | Arbitrage : Zuzana Kováčová (SVK)          | Arbitrage : Zuzana Kováčová (SVK) |
|                                             | Rapport                              |       |        | Arbitrage : Zuzana Kováčová (SVK)          | Arbitrage : Zuzana Kováčová (SVK) |

2e journée
| 5 juillet 2012 20h30 CET 21h30 heure locale | Espagne                                            | 4 - 0 | Angleterre | Titanic - Antalya                    |                                      |
|                                             | Putellas 17e · Sampedro 29e · Torrecilla 45+1e 69e |       |            | Arbitrage : Stéphanie Frappart (FRA) | Arbitrage : Stéphanie Frappart (FRA) |
|                                             | Rapport                                            |       |            | Arbitrage : Stéphanie Frappart (FRA) | Arbitrage : Stéphanie Frappart (FRA) |

| 5 juillet 2012 20h30 CET 21h30 heure locale | Serbie                | 1 - 5 | Suède                                                     | Mardan Sport Complex - Antalya |                                |
|                                             | Ilić 65e · Diaz 90+4e |       | Rubensson 31e 62e · Hammarlund 38e · Djordjević 70e (csc) | Arbitrage : Riem Hussein (ALL) | Arbitrage : Riem Hussein (ALL) |
|                                             | Rapport               |       |                                                           | Arbitrage : Riem Hussein (ALL) | Arbitrage : Riem Hussein (ALL) |

3e journée
| 8 juillet 2012 18h30 CET 19h30 heure locale | Suède   | 0 - 0 | Espagne | Mardan Sport Complex - Field 2 - Antalya |
|                                             |         |       |         | Arbitrage : Knarik Grigoryan (ARM)       |
|                                             | Rapport |       |         |                                          |

| 8 juillet 2012 18h30 CET 19h30 heure locale | Serbie  | 0 - 0 | Angleterre | Titanic - Antalya                        |
|                                             |         |       |            | Arbitrage : Anastasia Pustovoitova (RUS) |
|                                             | Rapport |       |            |                                          |

### Demi-Finales
| 11 juillet 2012 | Danemark    | 1 - 3 | Suède                                 | Antalya                                  |                                          |
|                 | Nielsen 61e |       | Rubensson 6e 23e · Pedersen 90e (csc) | Arbitrage : Anastasia Pustovoitova (RUS) | Arbitrage : Anastasia Pustovoitova (RUS) |
|                 | Rapport     |       |                                       | Arbitrage : Anastasia Pustovoitova (RUS) | Arbitrage : Anastasia Pustovoitova (RUS) |

| 11 juillet 2012 | Espagne   | 1 - 0 | Portugal | Antalya                        |                                |
|                 | Pinel 87e |       |          | Arbitrage : Riem Hussein (ALL) | Arbitrage : Riem Hussein (ALL) |
|                 | Rapport   |       |          | Arbitrage : Riem Hussein (ALL) | Arbitrage : Riem Hussein (ALL) |

### Finale
| 14 juillet 2012 | Suède     | 1 - 0 (ap) | Espagne | Mardan Sport Complex, Antalya (TUR)  |                                      |
|                 | Diaz 108e |            |         | Arbitrage : Stéphanie Frappart (FRA) | Arbitrage : Stéphanie Frappart (FRA) |

| Championne d'Europe de football féminin des moins de 19 ans 2012 La Suède 2e titre |